# 博凯乌瓦
博凯乌瓦是巴西米纳斯吉拉斯州的一个市镇。总面积3232.66平方公里，总人口44657人，人口密度13.8人/平方公里。